# Powiat Steinau

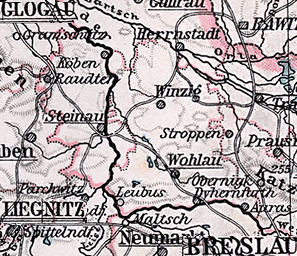
Powiat Steinau

Powiat Steinau (niem. Kreis Steinau, pol. powiat ścinawski) – niemiecki powiat istniejący w okresie od 1742 do 1932 r. na terenie Śląska.
Po podziale prowincji Śląsk w 1816 r. powiat Steinau włączono do rejencji wrocławskiej. W 1932 r. powiat Steinau włączono do powiatu Wohlau, którego siedzibą pozostał Wołów.
W 1910 r. powiat obejmował 108 gmin o powierzchni 422,33 km² zamieszkanych przez 23.893 osób.